# Lista primarilor Brăilei
Aceasta este o listă cu persoanele au îndeplinit funcția de primar al Brăilei.
În anul 1831 a luat ființă instituția condusă de dregători eligibili ce aveau în grijă gestionarea treburilor publice ale localității și care a purtat succesiv denumirile: „Maghistratul orașului Brăila” (1831–1854), „Municipalitatea orașului Brăila” (1855–1863), „Primăria urbei Brăila” (1864–1889), „Primăria orașului Brăila” (1890–1924), „Primăria municipiului Brăila” (1925–prezent).

## Perioada 1831–1860
Prezidentul instituției numită „Maghistrat”, adică primarul, trebuia să fie un om cu stare (avere imobilă de peste 2.000 lei) și bun gospodar, condiții pe care cu siguranță le îndeplinea Kir Constantin Vechilhargi, albanezul ales să îndeplinească această funcție după plecarea turcilor.  Urmat de Panaiot Rubinis (o stradă a Brăilei poartă numele familiei sale „Rubinilor”), apoi de Dumitrache Divani, Dimitrie Paraschivescu și alții.
Primăria Brăilei ia ființă în 1864, prin Legea Comunală admisa de Alexandru Ioan Cuza, se instituie denumirea de primari ai localităților urbane și rurale, în loc de prezidenți. Consiliul comunal era format din 11 membri aleși pe criteriul cenzitar, pe patru ani iar jumătate dintre aceștia, hotărâți prin tragere la sorți, erau schimbați după doi ani, asigurându-se astfel reînnoirea conducerii orașului.
Personalitatea care s-a remarcat cel mai mult în îndeplinirea mandatului de primar, în prima jumătate a secolului al XIX-lea, a fost Constantin C. Hepites, care a condus treburile obștești ale Brăilei, cu unele întreruperi, în perioada 1840-1856. Farmacist, medic, profesor, om de știință, Constantin C. Hepites a continuat cu succese notabile trasarea străzilor, amenajarea Grădinii Publice și a parcului Monument, precum și a iluminatului public (felinare cu opaițe). în ultimii ani de viață, C.C. Hepites a ctitorit Biblioteca publică și Muzeul Brăilei, desfășurând totodată o bogată activitate științifică.

## Perioada 1861–1904
Printre alți iluștri primari ai veacului, buni gospodari ai Brăilei, s-au distins: C. Berlescu (1861–1865), T. Djuvara (1866–1868, 1879) dar mai ales R.S. Campiniu (1871, 1979–1886).
Cristodul Suliotis, jurist, publicist și traducător, doctor în drept la Geneva și doctor în litere și filozofie la Berlin, primar al Brăilei (1901–1905) și de două ori deputat, înființează pe plan local ziarul Conservatorul Brăilei și la București Românul.

## Perioada 1905-prezent
Theodor N. Faranga, grec de origine, după ce își face studiile la Geneva și Paris devine Prefect al județului în 1905 și Primar al Brăilei în 1911-1914. Lui i se datorează două mari realizări ale urbei, Castelul de apă și extinderea rețelei de canalizare. Aparținând aceleiași comunități, Radu  Portocală, avocat, om politic liberal, primar al Brăilei în 1922-1925, deputat, senator și ministru în mai multe rânduri a întreprins mari reforme de modernizare urbanistică și administrativă a orașului: crearea și pavarea pieței din fața cimitirului Sfântul Constantin, construirea halelor din Piața Poporului, un nou bazin la Uzina de apă, ridicarea cartierului din spatele Abatorului, împrejmuirea Abatorului și a cimitirului Sfânta Maria.

## Lista primarilor din Brăila
| An        | Primar                         | Formațiune Politică            | Observații                             |
| 1831      | Constantin Vechil Hargiu       |                                |                                        |
| 1832      | Ion Slătineanu                 |                                |                                        |
| 1833      | Panaiot Rubinis                |                                |                                        |
| 1840-1856 | Constantin C. Hepites          |                                |                                        |
| 1861-1865 | C. Berlescu                    |                                |                                        |
| 1866-1868 | Constantin Djuvara             |                                |                                        |
| 1871-1878 | R.S. Campiniu                  |                                |                                        |
| 1879      | Constantin Djuvara             |                                |                                        |
| 1880-1886 | R.S. Campiniu                  |                                |                                        |
| 1887-1894 | Constantin Alessiu             | PNL                            |                                        |
| 1895-1899 | Nicolae Filipescu              | PC                             |                                        |
| 1901-1910 | Cristodul Suliotis             |                                |                                        |
| 1911-1914 | Theodor N. Faranga             | PC                             |                                        |
| 1915      | Constantin Alessiu             |                                |                                        |
| 1916      | Nistor Filotti, Sgardelli Nicu | Nistor Filotti, Sgardelli Nicu | Nistor Filotti a murit pe 20 octombrie |
| 1917      | Nicolae Orășanu                |                                |                                        |
| 1922-1924 | Radu Portocală                 | PNL                            |                                        |
| 1925      | Theodor N. Faranga             | PC                             |                                        |
| 1927-1928 | Leonte Moldovan                | PNL                            |                                        |
| 1929-1931 | Nicolae Orășanu                |                                |                                        |
| 1938-1940 | Traian Țino                    | PNL                            |                                        |
| 1941-1944 | Paul Brătășeanu                |                                |                                        |
| 1945-1948 | Petre Ciucă                    | PCR                            |                                        |
| 1989      | Marcel Andreescu               | PCR                            |                                        |
| 1990-1993 | Aurică Avram                   | FDSN                           |                                        |
| 1994-2003 | Anton Lungu                    | FSN                            | 4 Iulie 1993                           |
| 2004-2007 | Constantin Sever Cibu          | PNL                            |                                        |
| 2008-2015 | Aurel Gabriel Simionescu       | PSD                            |                                        |
| 2016-2028 | Viorel Marian Dragomir         | PSD                            |                                        |